# Principauté de Nassau-Dietz
1606–1702
Entités précédentes :
- Principauté de Nassau-Dillenbourg

Entités suivantes :
- Principauté d'Orange-Nassau

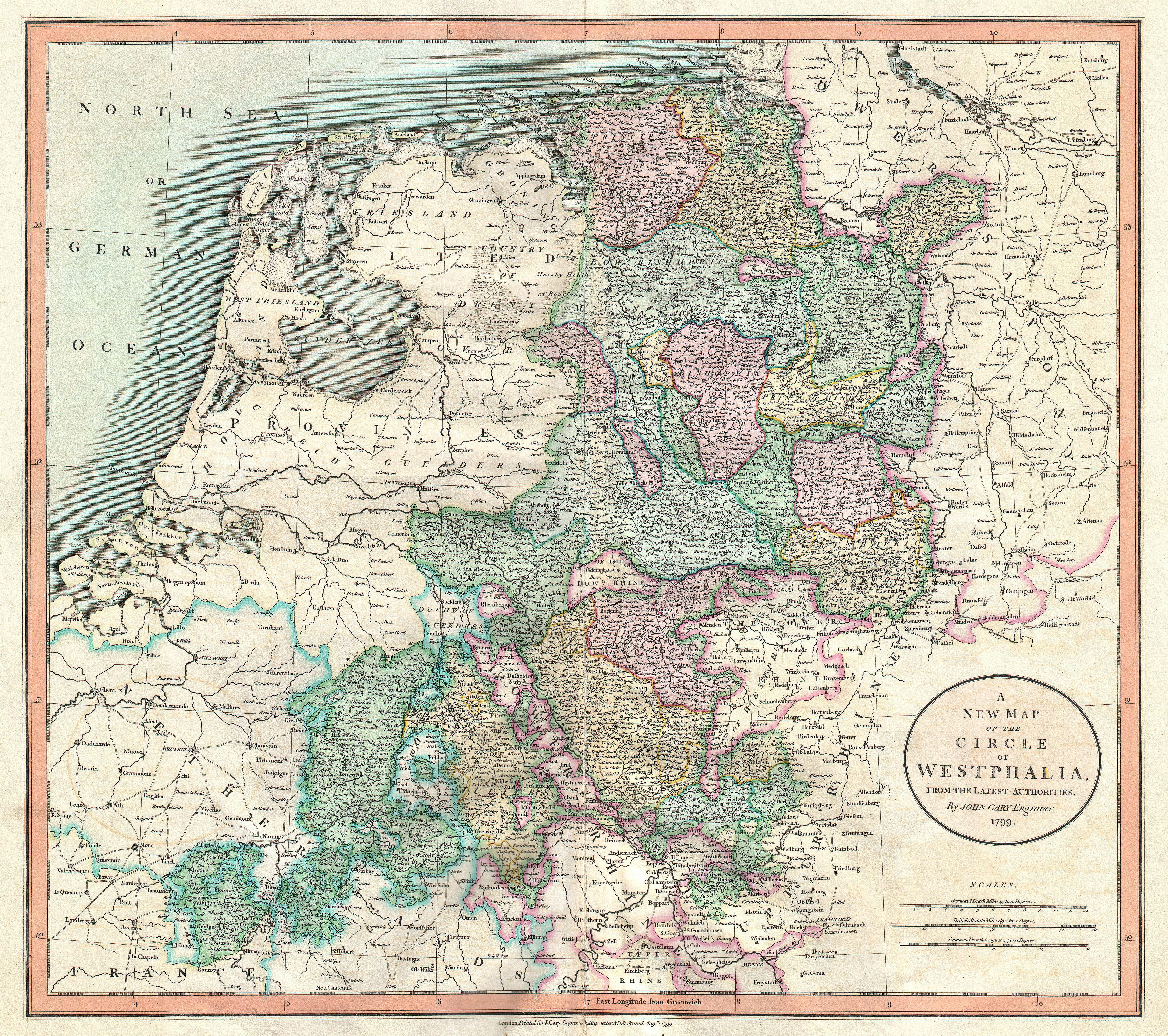
La principauté de Nassau-Dietz (en vert) dans le cercle du Bas-Rhin-Westphalie.

Nassau-Dietz est un comté puis une principauté à partir de 1650, qui fait partie du cercle du Bas-Rhin-Westphalie au sein du Saint-Empire romain germanique entre 1606 et 1702, qui comprend les parties de l'ancien comté de Diez, tombées en 1386 dans la maison de Nassau.      

## Histoire

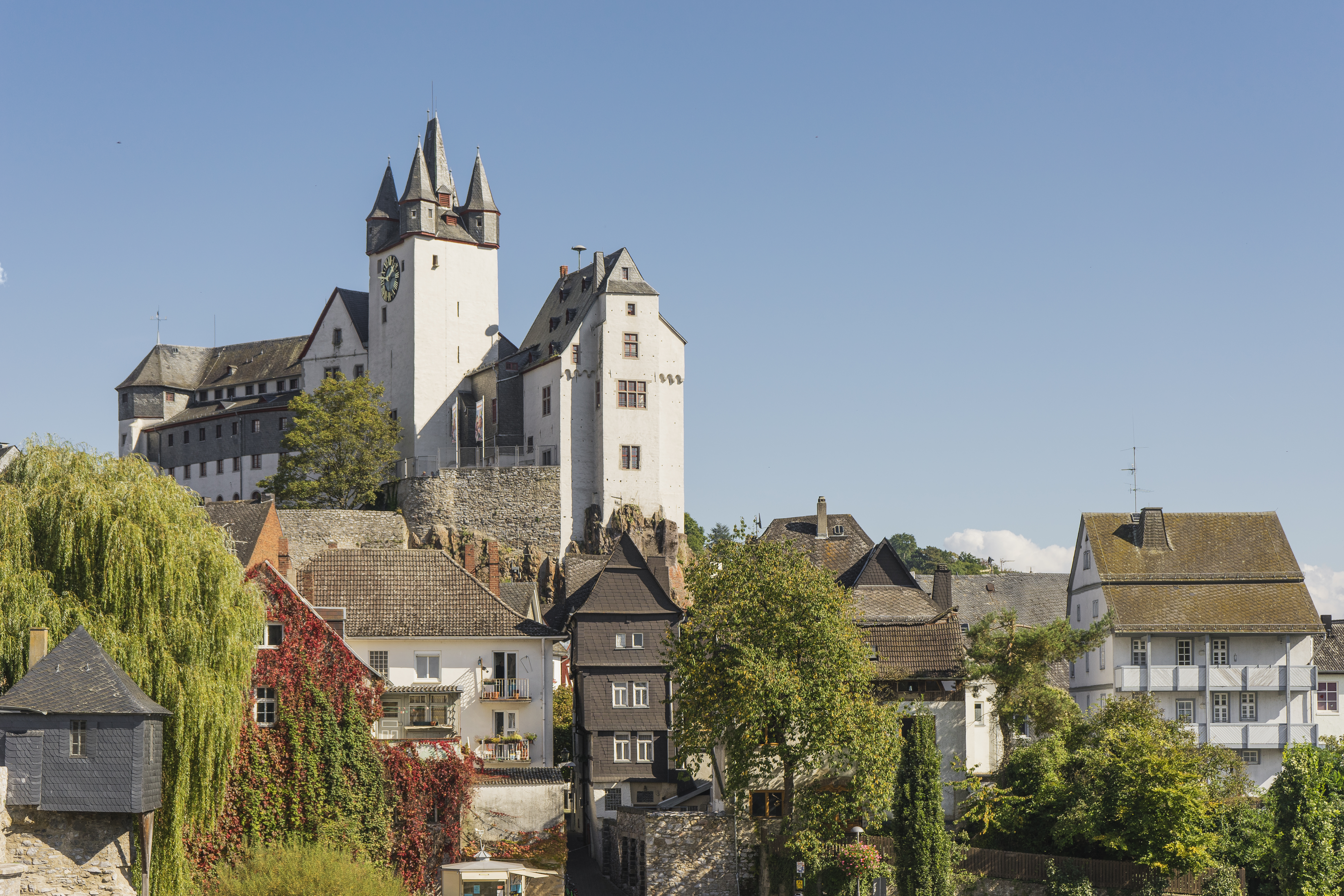
Château de Dietz, résidence du comté de Dietz, plus tard du comté de Nassau-Dietz.

Le dernier comte de Dietz, Gerhard VII, décède en 1386. Le comté de Dietz est confié à son gendre, le comte Adolphe de Nassau-Dillenbourg par l'intermédiaire de sa fille Jutte. Adolphe est également mort sans progéniture mâle. La moitié de son héritage va à son frère Engelbert de Nassau-Dillenbourg, l'autre à la seigneurie d'Eppstein. Les seigneurs d'Eppstein ont promis la moitié de leurs biens au comté de Katzenelnbogen, qui est tombé en 1479 dans le landgraviat de Hesse. À partir de 1530, les comtes de Nassau-Dillenbourg acquièrent l'autre part et, en 1564, ils prennent possession du château de Dietz. 

### Ligne Nassau-Dietz
Guillaume le Riche est de 1516 à 1559 comte de Nassau-Dillenbourg. Il a pour fils aîné Guillaume le Taciturne, qui est à l'origine luthérien, et est élevé dans la foi catholique à partir de l'âge de onze ans pour que l'empereur Charles V lui assure en retour qu'il hérite des grands biens aux Pays-Bas des Habsbourg ainsi que de la principauté d'Orange, qui hérite d'un cousin sans descendance, René de Chalon. Le prince devient gouverneur des Habsbourg, conduit à partir de 1568 la révolte des Gueux de mer et devient en 1581 gouverneur de la République des Provinces-Unies des Pays-Bas. 

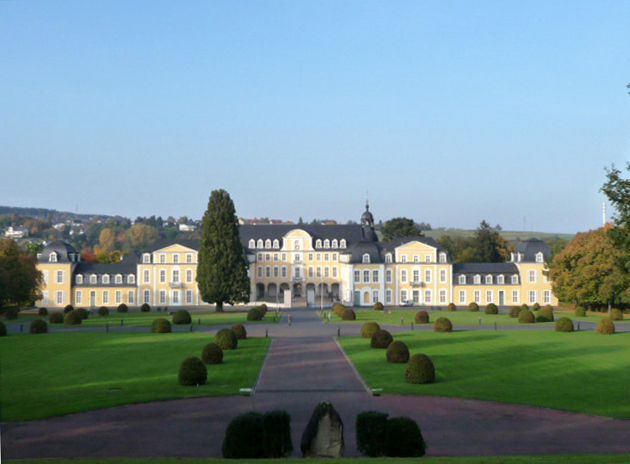
Château d'Oranienstein à Dietz.

Le deuxième fils de Guillaume le Riche, Jean, lui succède en tant que comte de Nassau-Dillenbourg. À sa mort en 1606, ses nombreux fils se partagent le comté. Le comté de Nassau-Dietz est hérité par le cinquième fils, Ernest-Casimir, également gouverneur de la Frise, de Groningue et de Drenthe. En 1631, il hérite également du comté de Spiegelberg sur le Weser. 
Le comté de Nassau-Dietz est gouverné successivement par ses fils Henri-Casimir (1612-1640) et Guillaume-Frédéric. Ce dernier épouse en 1652 la princesse Albertine-Agnès d'Orange-Nassau. Veuve en 1672, elle fait construire le château d'Oranienstein près de Dietz et laisse le château de Dietz aux autorités gouvernementales. 
Après la mort du gouverneur néerlandais et roi anglais Guillaume III d'Orange en 1702, le gouvernorat des Pays-Bas n'est pas transmis à son héritier Jean-Guillaume-Friso de Nassau-Dietz. Mais il garde le titre de stathouder de la Frise et de Groningue.  
Cependant, le roi en Prusse, Frédéric, lui conteste le titre de prince d'Orange et l'héritage de vastes propriétés foncières aux Pays-Bas, légitimé par la mère de Frédéric, Louise-Henriette d'Orange, et sa grand-mère paternelle, Élisabeth-Charlotte du Palatinat, qui sont les petites-filles de Guillaume Ier.  
La paix d'Utrecht apporte en 1713 la principauté d'Orange à la France et les propriétés aux Pays-Bas à la Prusse.  
Guillaume de Nassau-Dietz, qui prend nominalement le titre de prince d'Orange, bien que la principauté appartienne maintenant à la France. En 1711, il hérite de Nassau-Hadamar, en 1734 de la principauté de Nassau-Siegen et en 1739, hérite de Nassau-Dillenbourg. 
Au XIXe siècle, la ligne des Nassau-Dietz connaît un destin illustre en montant sur le trône des Pays-Bas et sur celui du grand-duché de Luxembourg. 

## Pour approfondir

### Pages connexes
- Maison de Nassau
- Diez (ville)